# Umut Nayir
Mehmet Umut Nayir (Kayseri, 28 giugno 1993) è un calciatore turco, attaccante del Konyaspor.

## Carriera

### Club
Cresciuto calcisticamente nell'Albayrak, Nayir passa nel settore giovanile dell'Ankaragücü, con cui debutta in prima squadra nel 2012. In tre stagioni colleziona 65 presenze e 28 reti, attirando l'interesse di club della massima serie.
Nel gennaio 2015 viene acquistato dall'Osmanlıspor, con cui gioca 9 partite realizzando 2 gol. Successivamente gioca in prestito in diverse squadre tra cui il Yeni Malatyaspor, il Göztepe e nuovamente l'Ankaragücü, contribuendo con buone prestazioni e un bottino complessivo in doppia cifra.
Nel 2018 firma con il Beşiktaş, ma viene ceduto in prestito al Bursaspor, con cui disputa una stagione da titolare. Tornato al Beşiktaş, trova spazio nella stagione 2019-2020, prima di essere ceduto in prestito all'HNK Hajduk Spalato in Croazia, dove segna 6 gol in 25 partite.
Tra il 2021 e il 2023 milita in Giresunspor, Eyüpspor (senza presenze) e Ümraniyespor, dove realizza 17 gol in 31 partite nella stagione 2022-2023. Questo exploit lo porta al trasferimento al Fenerbahçe, dove tuttavia fatica a trovare spazio, venendo girato in prestito al Pendikspor.
Il 12 luglio 2023 si trasferisce a parametro zero al Fenerbahçe, firmando un contratto biennale.
Nel 2024 viene acquistato dal Konyaspor, squadra con cui prosegue la carriera in Süper Lig.

### Nazionale
Esordisce in nazionale maggiore nel successo per 1-2 in casa dell'Armenia il 25 marzo 2023.

## Statistiche

### Cronologia presenze e reti in nazionale
| Cronologia completa delle presenze e delle reti in nazionale ― Turchia | Cronologia completa delle presenze e delle reti in nazionale ― Turchia | Cronologia completa delle presenze e delle reti in nazionale ― Turchia | Cronologia completa delle presenze e delle reti in nazionale ― Turchia | Cronologia completa delle presenze e delle reti in nazionale ― Turchia | Cronologia completa delle presenze e delle reti in nazionale ― Turchia | Cronologia completa delle presenze e delle reti in nazionale ― Turchia | Cronologia completa delle presenze e delle reti in nazionale ― Turchia |
| Data                                                                   | Città                                                                  | In casa                                                                | Risultato                                                              | Ospiti                                                                 | Competizione                                                           | Reti                                                                   | Note                                                                   |
| ---------------------------------------------------------------------- | ---------------------------------------------------------------------- | ---------------------------------------------------------------------- | ---------------------------------------------------------------------- | ---------------------------------------------------------------------- | ---------------------------------------------------------------------- | ---------------------------------------------------------------------- | ---------------------------------------------------------------------- |
| 25-3-2023                                                              | Erevan                                                                 | Armenia                                                                | 1 – 2                                                                  | Turchia                                                                | Qual. Euro 2024                                                        | -                                                                      | 85’                                                                    |
| 28-3-2023                                                              | Bursa                                                                  | Turchia                                                                | 0 – 2                                                                  | Croazia                                                                | Qual. Euro 2024                                                        | -                                                                      | 81’                                                                    |
| 16-6-2023                                                              | Riga                                                                   | Lettonia                                                               | 2 – 3                                                                  | Turchia                                                                | Qual. Euro 2024                                                        | -                                                                      |                                                                        |
| 19-6-2023                                                              | Samsun                                                                 | Turchia                                                                | 2 – 0                                                                  | Galles                                                                 | Qual. Euro 2024                                                        | 1                                                                      | 45’                                                                    |
| 9-9-2024                                                               | Smirne                                                                 | Turchia                                                                | 3 – 1                                                                  | Islanda                                                                | UEFA Nations League 2024-2025 - 1º turno                               | -                                                                      | 81’                                                                    |
| Totale                                                                 |                                                                        | Presenze                                                               | 5                                                                      |                                                                        | Reti                                                                   | 1                                                                      |                                                                        |